# Реакция Джекила — Хайда
Реа́кция Дже́кила — Ха́йда — ядерная реакция деления ядер обычно устойчивого к делению урана-238 быстрыми нейтронами, образующимися при взрыве термоядерного заряда. Включение в термоядерный заряд элементов из урана-238 позволяет намного (до пяти раз) повысить общую мощность взрыва, но значительно (в 5—10 раз) увеличивает количество радиоактивных осадковс. 207.
Название реакции предложено Уильямом Л. Лоуренсом — американским журналистом и официальным историографом ядерных программ США в 1940–1950-году. — по мотивам повести Роберта Льюиса Стивенсона, в которой мягкий и воспитанный доктор Джекил, выпив определённое снадобье, превращался в крайне злобного и распутного мистера Хайда.
Так, в «Царь-бомбе» АН602 проектная мощность взрыва 101,5 Мт частично обеспечивалась делением урана-238 в урановых компонентах третьей ступени бомбы. С целью уменьшения радиоактивного загрязнения и снижения мощности при испытании бомбы их было решено изъять с заменой свинцовыми эквивалентами, что уменьшило мощность взрыва почти вдвое — до 57-58,6 Мт.

## Происхождение названия
Название реакции предложено Уильямом Л. Лоуренсом — американским журналистом и официальным историографом ядерных программ США в 1940—1950-е гг. — по мотивам повести Роберта Льюиса Стивенсона «Странная история доктора Джекила и мистера Хайда», в которой мягкий и воспитанный доктор Джекил, выпив определённое снадобье, превращался в крайне злобного и распутного мистера Хайдас. 206.

## Примечание
1. 1 2  Лоуренс У. Л. Люди и атомы. — М.: Атомиздат, 1967.
2. ↑  Elena Mikhalkova, Pavel Tretyakov, Irina Pupysheva, Alexey Ivanov, Nadezhda Ganzherli. Humor As a Means of Manipulating a Social Group’s Opinion in Modern Online Communities (A Case-Study on ‘the Houses of’ 2ch and Pikabu) // KnE Social Sciences. — 2020-01-30. — ISSN 2518-668X. — doi:10.18502/kss.v4i2.6353.